# 감리서

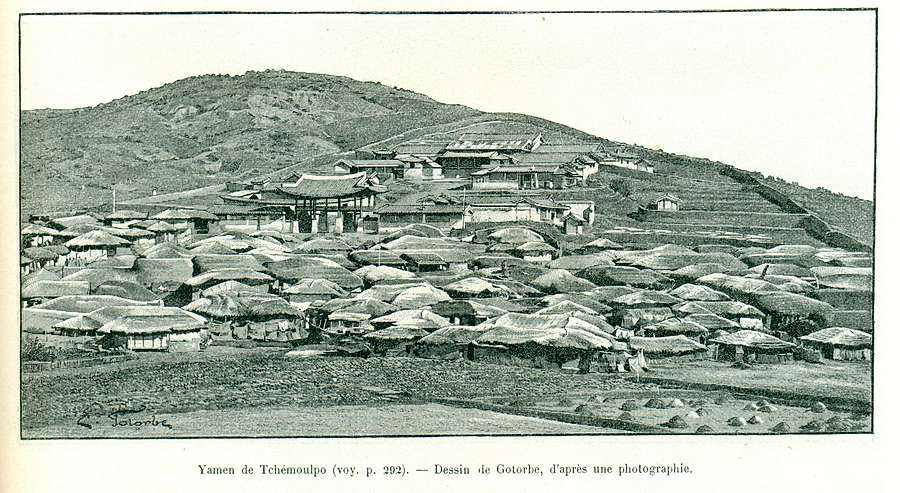
1888년 촬영된 인천항 감리서 전경

감리서(監理署)는 조선의 제26대 국왕이자 대한제국의 초대 황제인 고종 (高宗)의 재위기간 중, 개항장(開港場) 및 개시장(開市場)의 통상(通商) 업무를 담당하던 관아이다. 기관장은 감리(監理)이며, 관청의 별칭은 감리아문(監理衙門).

## 역사
1883년(고종 20년)에 부산항, 인천항, 원산항에 처음 감리아문을 두었으며, 중간에 감리서로의 관청 명칭 개칭과 일시 폐지, 재설치를 거쳤다. 이후 전국의 8 개 항구 --웅기(雄基, 경흥), 증남포(증남포), 군산포, 목포, 마산포, 성진, 용암포((龍巖浦), 신의주 -- 와 평양 등 3개 개시장에 확대 설치했다가 1906년(광무 10년)에 모두 폐지했다.

### 개장항 감리서
- 인천항 감리서 (인천 감리서) : 1883년 설치, 1895년 폐지, 1896년 재설치, 경기도 인천도호부 소재 (인천 제물포)
- 부산항 감리서 (동래 감리서) : 1883년 설치, 1895년 폐지, 1896년 재설치, 경상도 동래도호부 소재 (동래 부산포)
- 원산항 감리서 (덕원 감리서) : 1883년 설치, 1895년 폐지, 1896년 재설치, 함경도 덕원도호부 소재 (덕원 원산포)
- 경흥항 감리서 (경흥 감리서) : 1889년 설치, 1895년 폐지, 1896년 재설치, 함경도 경흥도호부 소재 (경흥 경흥진)
- 목포항 감리서 (무안 감리서) : 1897년 설치, 전라도 무안군 소재 (무안 목포진)
- 삼화항 감리서 (삼화 감리서) : 1897년 설치, 평안도 삼화군 소재 (삼화 증남포)[2]
- 군산항 감리서 (옥구 감리서) : 1900년 설치, 전라도 옥구군 소재 (옥구 군산포)
- 창원항 감리서 (창원 감리서) : 1900년 설치, 경상도 창원군 소재 (창원 마산포)
- 성진항 감리서 (성진 감리서) : 1900년 설치, 함경도 성진군 소재 (길주 성진포)[3]
- 용천항 감리서 (용천 감리서) : 1905년 설치, 평안도 용천군 소재 (용천 용암포)

### 개시장 감리서
- 회령 감리서 : 1896년 설치, 함경도 회령도호부 소재
- 평양 감리서 : 1900년 설치, 평안도 평양부 소재[4]
- 의주 감리서 : 1905년 설치, 평안도 의주군 소재

## 임무
- 개장항에 설치된 해관(海關, 세관)의 관리, 감독
- 개항장에 있는 외국인의 상업 활동 등을 관리 (개장항 소재 각국 영사관에 대응하는 업무)[5]

## 지사서
지사서(知事署)는 감리서가 1895년에 폐지된 후, 기존 감리서 기능을 수행하기 위해 덕원(원산항), 경흥(경흥항)에 설치되었던 기관이다. 1896년(고종 33년) 1월에 설치되어 운영되다가 그해 8월경 두 항구에 감리서가 복설되면서 폐지되었다. 지사서의 기관장인 지사(知事)는 감리(監理)와 같은 임무를 수행하였다.